# Hemeringen
Hemeringen è una frazione (Ortsteil) della città di Hessisch Oldendorf, nel land della Bassa Sassonia, in Germania.

## Storia
Già comune autonomo nel circondario della contea di Schaumburg, il 1º gennaio 1973 incorporò il territorio dei dissolti comuni di Friedrichsburg, Friedrichshagen, Fuhlen, Heßlingen e Rumbeck; fu soppresso e incorporato a Hessisch Oldendorf il 29 gennaio 1973.